# Chiesa di San Giovanni Battista (Campli)
La chiesa di San Giovanni Battista è il principale edificio di culto nella contrada Castelnuovo a Campli, provincia di Teramo.

## Storia e descrizione
La chiesa sorge all'ingresso del borgo di Castelnuovo, presso la torre campanaria di Porta Angioina. I documenti più antichi risalgono al 1370, quando era rettoria, nel secolo successivo avvenne il restauro con l'affrescatura degli interni, di cui rimangono gli esemplari dei lati delle arcate del colonnato che scandisce l'interno, e il ciclo delle volte del fonte battesimale. All'epoca barocca invece risale l'ultimo restauro con la costruzione dei due tabernacoli lignei degli altari.
La chiesa ha un aspetto esteriore molto semplice, a pianta rettangolare con soffitto a spioventi, e torre campanaria trecentesca, sormontata da un ordine di archetti pensili di scuola lombarda, con bucature ad arco ogivale, sulla facciata esterna compongono una bifora con gli archi molto stretti, mentre dal lato opposto c'è un solo arco ogivale. La facciata è stata evidentemente rimaneggiata, come dimostrano i due oculi posti in maniera non simmetrica rispetto al portale, realizzati come semplici finestre per diffondere la luce nelle rispettive due navate interne. Il portale trecentesco è ad arco a sesto acuto, con cornice in conci di pietra bianca squadrati, senza la lunetta ma con lo stemma della casa di Carlo d'Angiò; l'ogiva s'imposta direttamente sue due mensoline laterali, da dove continua la cornice fino a poggiare a terra.

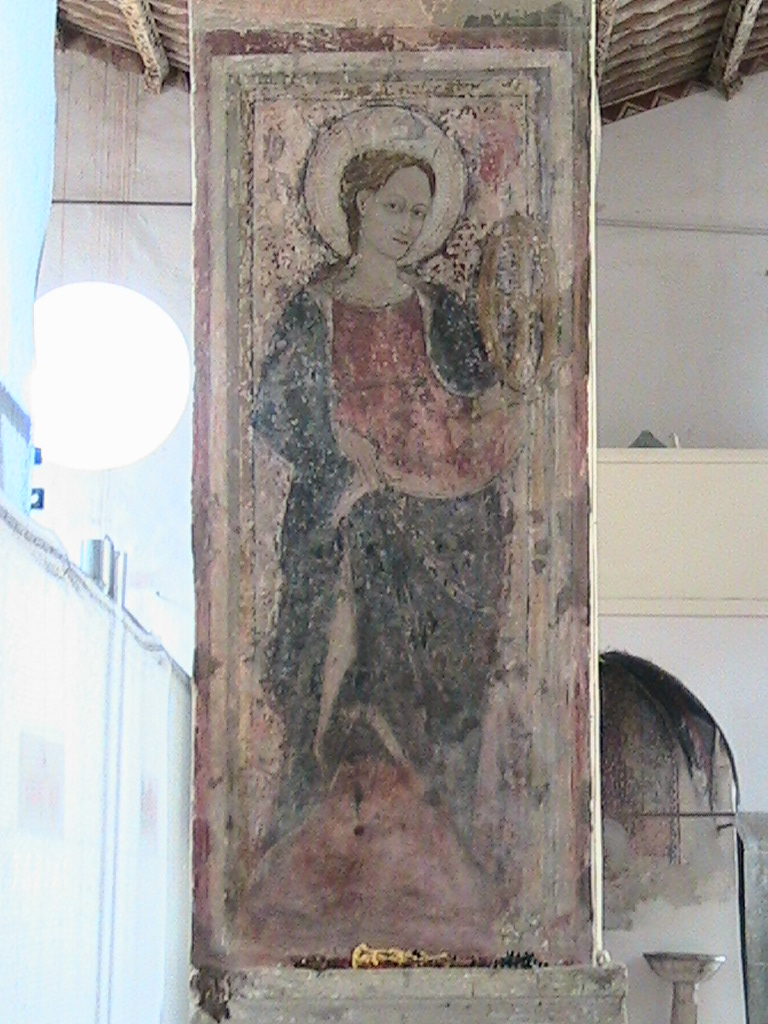
Un affresco di santa

Secondo lo storico locale del XVIII secolo Niccola Palma la chiesa antica era a tre navate con più campate, perché l'impianto è trasversale, e la navata di destra sarebbe stata aggiunta nel XV secolo. L'interno a due navate, ha un ciclo di affreschi del Quattrocento attribuiti alla mano di Giacomo da Campli oppure a frate Marino Angeli di San Vittorino in Matenano (Fermo). A forte carattere rinascimentale che convoglia la tecnica marchigiana con l'interpretazione locale, che troverà il massimo splendore con l'artista Andrea De Litio, sono riconoscibili nelle arcate la Madonna di Loreto in stile umbro-marchigiano, sotto un baldacchino a testimoniare la Santa Casa di Loreto, poi Sant'Amico da Rambona sulla colonna che divide le navate, poi Sant'Eleuterio papa. L'affresco di San Cosma sarebbe di Stefano Folchetti. Ai lati della controfacciata ci sono due edicole votive, e una di essere è anche fonte battesimale. Quest'edicoletta è un tempietto quadrangolare con due arcate ogivali, ricoperte d'intonaco in restauri recenti, e poggiano su una colonnina cilindrica con capitello semplice. Oltre al ciclo di affreschi sulle pareti, si trova il blocco di pietra per il catino battesimale,, mentre un'acquasantiera trecentesca è addossata al muro, con sulla colonna lo stemma civico di Campli. La statua lignea del Battista del XIV secolo è stata prelevate per essere esposta nel Museo Nazionale presso L'Aquila.

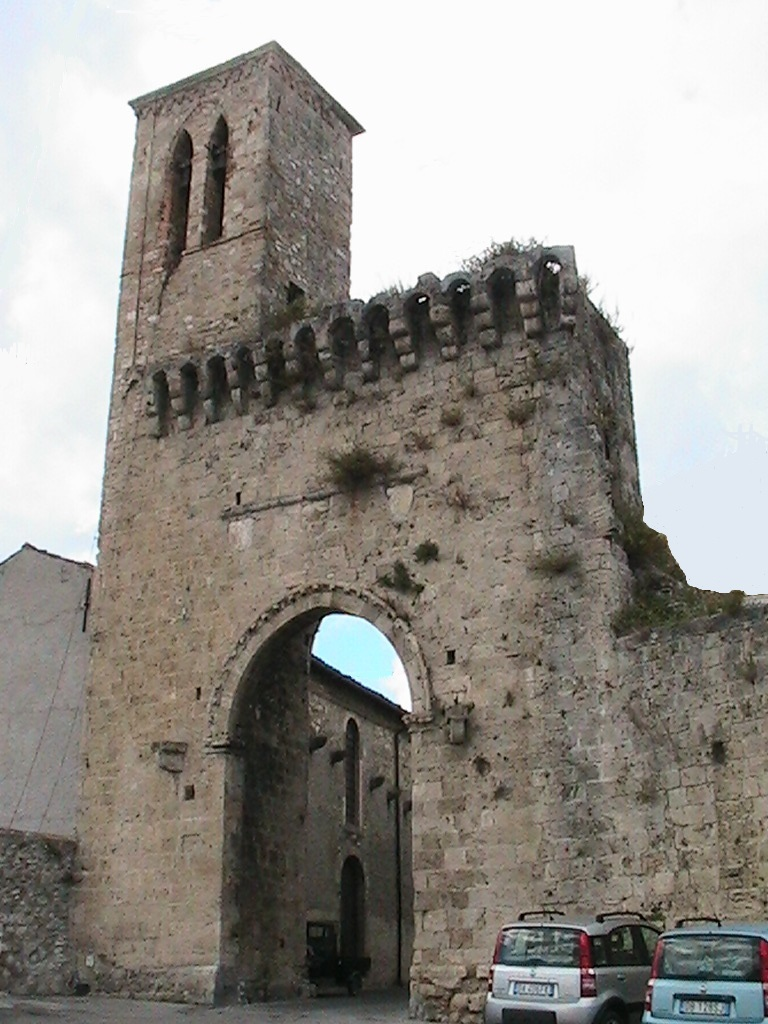
Porta Angioina

Presso i due altari maggiori sono notevoli i tabernacoli, e provengono dalla chiesa di Sant'Antonio Abate di Castelnuovo, oggi scomparsa. Il primo ospita una Crocifissione pala contornata da dipinti raffiguranti le "Scene della Passione e Resurrezione di Gesù", nel secondo la "Madonna col Bambino in gloria e Santi Girolamo, Giovanni Battista, Rocco e Giovanni l'evangelista", insomma una "sacra conversazione" contornata da una Pentecoste e Scene della predicazione degli Apostoli, pregevoli opere degli artisti Giovanni Battista e Francesco Ragazzini. Inoltre si trovano due Crocifissi lignei del XIV-XV secolo, una tela seicentesca ritraente San Carlo Borromeo, e una Pietà di Paolo De Matteis, che conserva influssi tedeschi nella resa, e una Madonna in trono con Bambino, statua di scuola nocellese, del XVI secolo.

## Torre campanaria o Porta Angioina
Interessante è la torre di Porta Angioina, o Porta Orientale, unico elemento superstite dell'antica cinta muraria di Castelnuovo. Risale al XIII secolo, ha un arco a tutto sesto, con scolpita fascia ornamentale che ne segue il volgersi, si apre nella massiccia struttura muraria, costruita con pietra delle cave di loanella. La struttura all'altezza sommitale dell'arco ha degli archetti pensili e dentellature aggettanti, destinati per gli asserragliati nel ricacciare gli assalitori. Sulla sinistra si erge la torre di guardia da cui è stato ricavato, nel XV secolo, il campanile della chiesa. Presso la parte superiore, nella merlature, sono ancora riconoscibili gli stemmi della casata D'Angiò con i gigli; nella parte esterna l'arco è a sesto acuto, munito di una ghiera ornata a palmette, motivo replicato nei due capitelli delle imposte.